# Берр, Реймонд
Реймонд Берр (или Бёрр, Бурр; англ. Raymond Burr, 21 мая 1917 — 12 сентября 1993) — канадско-американский актёр, в основном известный благодаря своим ролям на телевидении.

## Карьера
Берр в начале карьеры выступал на бродвейской сцене, а также снимался в кино, где в основном играл роли злодеев. В 1956 году он снялся в американской интерпретации японского «Годзиллы» в роли журналиста Стива Мартина. В 1985 году он вновь сыграл Стива Мартина в очередной американской изменённой версии «Годзиллы» 1984 года.
Берр добился наибольшей известности благодаря исполнению заглавной роли в длительном телесериале «Перри Мейсон» (1957—1966), которая принесла ему две премии «Эмми» за лучшую мужскую роль в драматическом телесериале в 1959 и 1961 годах. В 1960 году Берр получил собственную звезду на голливудской «Аллее славы» за вклад в телевидение. Берр также хорошо известен благодаря главной роли в детективном телесериале «Айронсайд», в котором он снимался с 1967 по 1975 год и получил шесть номинаций на «Эмми» и две на «Золотой глобус».
В последующие годы Берр снялся в несколько недолго просуществовавших телесериалах, пока не получил возможность вернуть свою самую известную роль: в 1983 году ему предложили возобновить работу в роли Перри Мейсона, но теперь уже в серии телевизионных фильмов. Бёрр согласился вернуться только при условии, что вместе с ним вернётся Барбара Хейл, исполнительница роли Деллы Стрит. К счастью, Хейл согласилась. Фильмы, в оформлении сделанные максимально близко к оригинальному сериалу, снимались в период между 1985—1993 годами. Бёрр скончался после съёмок двадцать шестого, поэтому последние четыре фильма снимались с другими протагонистами. Барбара Хейл доиграла роль Деллы Стрит до конца серии.

## Личная жизнь
О личной жизни Берр мало что сообщал общественности, но после его смерти обнаружилось, что почти половина из им сказанного не соответствует действительности. Со слов Берра, он был трижды женат, и у него был сын. Его первой женой по его словам была некая шотландская актриса Аннетт Сазерленд, которая была среди пассажиров авиарейса 777 BOAC, разбившегося 1 июня 1943 года — на борту было 17 человек, и ни один не выжил, но ни в одном из списков пассажиров женщина с таким именем не значится. В этом же браке у актёра по его словам, родился сын Майкл Эван Берр, скончавшийся в возрасте 10 лет в 1953 году от лейкемии. Когда Берр узнал о болезни сына, то он на целый год отправился с ним в годичное турне по всем Штатам. Никаких документальных подтверждений об этом браке и наличии ребёнка найдено не было. Уже после смерти актёра его публицист подтвердил, что именно весь тот год, когда Берр якобы ездил с сыном по стране, он на самом деле безвылазно провёл в Голливуде. В 1948 году он женился на актрисе Изабель Уорд, но спустя несколько месяцев они разошлись, а в 1952 году окончательно оформили развод. Третьей женой по его словам стала Лора Эдрина Морган, которая умерла в 1955 году от рака.
В действительности же Бёрр являлся геем и с 1960 года состоял в отношениях с актёром Ричардом Беневидесом, которого встретил на съёмках «Перри Мейсона». Публично об ориентации Бёрра стало известно только после его смерти.
Берр пострадал на съемках одного из телефильмов о Перри Мейсоне в феврале 1993 года, вскоре врачи обнаружили у него рак почек, который распространился и на печень. В результате последние два года жизни Бёрр передвигался в инвалидном кресле, как когда-то его герой Ричард Айронсайд. 12 сентября того же года актёр умер и завещал все своё имущество, оцениваемое на сумму 32 млн долларов, своему спутнику жизни Биневидесу и не включил в завещание родственников, в том числе сестру и племянников.
Похоронен на кладбище «Фрейзер» в Нью-Уэстминстере.

## Избранная фильмография
| Год       |   | Русское название           | Оригинальное название   | Роль                    |
| --------- | - | -------------------------- | ----------------------- | ----------------------- |
| 1947      | ф | Отчаянный                  | Desperate               | Уолт Рэдак              |
| 1948      | ф | Я люблю трудности          | I Love Trouble          | Херб                    |
| 1948      | ф | Спи, моя любовь            | Sleep, My Love          | детектив-сержант Стрейк |
| 1948      | ф | Безжалостный               | Ruthless                | Питер Вендиг            |
| 1948      | ф | Западня                    | Pitfall                 | Джей Би Макдональд      |
| 1948      | ф | Идти преступным путём      | Walk a Crooked Mile     | Кребс                   |
| 1948      | ф | Похождения Дон Жуана       | Adventures of Don Juan  | капитан Альварес        |
| 1949      | ф | Красный свет               | Red Light               | Ник Черни               |
| 1949      | ф | Брошенная                  | Abandoned               | Керрик                  |
| 1949      | ф | Чёрная магия               | Black Magic             | Александр Дюма (сын)    |
| 1951      | ф | М                          | M                       | Поттси                  |
| 1951      | ф | Место под солнцем          | A Place in the Sun      | Фрэнк Марлоу            |
| 1951      | ф | Женщина его мечты          | His Kind of Woman       | Ник Ферраро             |
| 1951      | ф | Невеста гориллы            | Bride of the Gorilla    | Барни Чавес             |
| 1952      | ф | Мара Мару                  | Mara Maru               | Брок Бенедикт           |
| 1953      | ф | Синяя гардения             | The Blue Gardenia       | Гарри Преббл            |
| 1954      | ф | Окно во двор               | Rear Window             | Ларс Торвальд           |
| 1956      | ф | Пожалуйста, убей меня      | Please Murder Me        | Крейг Карлсон           |
| 1956      | ф | Крик в ночи                | A Cry in the Night      | Харольд Лофтус          |
| 1957      | ф | Преступление страсти       | Crime of Passion        | Тони Поуп               |
| 1957      | ф | Роман в Гаване             | Affair in Havana        | Мэллаби                 |
| 1957—1966 | с | Перри Мейсон               | Perry Mason             | Перри Мейсон            |
| 1960      | ф | Страсть в пыли             | Desire in the Dust      | полковник Бен Маркуанд  |
| 1967—1975 | с | Айронсайд                  | Ironside                | Ричард Айронсайд        |
| 1968      | ф | Пи Джей                    | P.J.                    | Уильям Орбисон          |
| 1978      | ф | Завтра не наступит никогда | Tomorrow Never Comes    | Берк                    |
| 1979      | с | Лодка любви                | The Love Boat           | Малкольм Дуайе          |
| 1982      | ф | Аэроплан II: Продолжение   | Airplane II: The Sequel | судья Ди Эл Симонтон    |
| 1984      | ф | Годзилла 1985              | Godzilla 1985           | Стив Мартин             |
| 1991      | ф | В бреду                    | Delirious               | Картер Хедисон          |